# Sundargarh (huyện)
Huyện Sundargarh là một huyện thuộc bang Odisha, Ấn Độ. Thủ phủ huyện Sundargarh đóng ở Sundargarh. Huyện Sundargarh có diện tích 9942 ki lô mét vuông. Đến thời điểm năm 2001, huyện Sundargarh có dân số 1829412 người.